# 유메하라 노조미
유메하라 노조미(일본어: 夢原 のぞみ, 한국명: 이소망)는 토에이 애니메이션의 프리큐어 시리즈 《Yes! 프리큐어5 & Yes! 프리큐어5 GoGo!》에 등장하는 가공의 인물. 애니메이션에서 목소리를 연기한 성우는 일본판은 산페이 유코, 한국판은 윤여진.

## 개요
큐어 드림으로 변신한다. 핑키 캐처에서 나오는 악기는 핸드벨이며, 캐치할 수 있는 핑키의 속성은 공모양. "프리큐어 메타모르포제!"라고 외치며 변신한다.

## 인물소개
생크 뤼미에르 학원 중등부 2학년. 외동딸로, 아버지는 동화작가이며 어머니는 미용실을 운영하고 있다. 공부도 운동도 별로인데다 매사 덤벙대고 하는 일도 서툴고 사고만 치는 사고뭉치지만, 자신보다 남을 위해 노력하며 희노애락이 풍부하고 언제나 활발하다. 또한 한 번 결정한 것은 끝까지 관철하려는 강한 의지의 소유자로, 무슨 일에도 피하지 않고 적극적으로 전진하는 성격으로, 그 누구하고도 금방 친해지는 강점을 가졌다. "○○해볼까~! 결~정!"라는 말을 입버릇처럼 잘 말하는데, 평소의 쓸데없는 일부터 거창한 일의 목표까지 다방면으로 사용.
자신이 정말 하고 싶은 것을 찾지 못하고 있었지만, 파르미에 왕국을 재건하겠다는 코코의 절실한 소원을 알게 되어, 그 꿈을 이뤄주고 싶어하는 강한 의지로 인해 변신 아이템 '핑키캐처'를 얻는다. 최초로 프리큐어가 되었으며, 다른 멤버가 들어올 때도 중요한 역할을 했기에 나중에는 전원 일치로 프리큐어 5의 리더로 임명되어 동료들의 도움을 받으면서 성장한다. 파르미에 왕국의 재건이 이루어진 이후에는 코코와 같은 선생님이 되겠다는 것을 목표.
나츠키 린과는 유치원시절부터 소꿉친구 사이이며, 카스가노 우라라와는 손발과 성격이 잘 맞아서 늘 콤비로 어울려 다녀, 둘다 린에게 자주 츳코미 대상이 된다. 밀크와는 처음 만남이 좋지 않다 보니 손발과 의견이 안 맞고 따로 놀아 티격태격 다투는 일이 많이 있지만 서로를 누구보다 아끼고 있다.

## 큐어 드림
"희망이 가지는 위대한 힘, 큐어 드림!"(일본어: 大いなる希望の力、キュアドリーム!) 이미지 색은 분홍색.
1화에서 본 작품에 있어 가장 먼저 각성한 희망의 프리큐어. 프리큐어 시리즈로는 최초의 분홍색 이미지 색 프리큐어이기도 하다.
머리 색은 변신 전보다 더 선명해진 분홍색으로 변하며, 눈동자 색도 붉은 보라색에서 선명해진 분홍색으로 변한다. 머리모양은 양쪽으로 묶은 부분은 선녀같은 고리형태로 변하며, 뒷머리가 변신 전의 단발길이에서 어깨를 지나는 긴 머리로 변한다. 변신 후 복장의 기본 테마색은 분홍색으로, 연노란색 나비 모양 머리 장식을, GoGo!에선 장미 모티브의 장식으로 머리의 링을 두르고 있다. 가슴팍에 박힌 보석의 색깔은 분홍색의 보색인 녹색. 다른 멤버들과 달리 유일하게 배꼽을 드러내고있지만, GoGo!에선 다른 멤버들처럼 배꼽을 가린다.
전투 스타일은 솔선해서 먼저 돌격하거나 전두 지휘를 내리는 팀에 선대장 스타일로, 덜렁이지만 강한 정신력을 가졌고, 보기와 다른 뛰어난 말발과 팀을 이끌어나가는 카리스마 리더쉽을 겸비했다. 1기 필살기 구호는 "꿈꾸는 소녀의 무한한 힘, 자 받아라!"(일본어: 夢見る乙女の底力、受けてみなさい!)
필살기
- 프리큐어 드림 어택[5]

핑키 캐처가 빛나면, 왼손 주먹의 나비모양 머리장식에서 나오는 빛나는 나비의 에너지를 오른손 손바닥으로 쳐서 상대에게 날린다. 분비가 말하길 "나이트메어의 본부를 파괴해버릴 정도"로 강력한 위력을 자랑한다.
- 프리큐어 크리스탈 슛

대량의 빛의 결정을 한꺼번에 쏘아내는 기술.
- 프리큐어 슈팅 스타

2기에서 사용한다. 두 주먹의 나비 모양 장식이 빛나면, 양손을 교차해서 스스로 빛과 하나가 되어, 날아서 돌진해서 적을 공격한다.